# Олеховская (Сямженский район)
Олеховская — деревня в Сямженском районе Вологодской области.
Входит в состав Ногинского сельского поселения, с точки зрения административно-территориального деления — в Ногинский сельсовет.
Расстояние по автодороге до районного центра Сямжи — 4,9 км, до центра муниципального образования Ногинской — 8,4 км. Ближайшие населённые пункты — Нестериха, Сямжа, Трусиха.
По переписи 2002 года население — 32 человека (16 мужчин, 16 женщин). Преобладающая национальность — русские (97 %).